# 艾瓦巴
艾瓦巴是巴西塞阿拉州的一个市镇。总面积2434.414平方公里，总人口15212人，人口密度6.2人/平方公里。